# 郑野夫
郑野夫（1909年—1972年），原名育英、毓英，又名绍虔，字诚之，浙江乐清人，中国版画家，中国美术家协会原副秘书长。